# Stars Hollow
Stars Hollow è una città immaginaria (popolazione: 9.973) situata nello stato statunitense del Connecticut, nella quale è principalmente ambientata la serie televisiva Una mamma per amica.

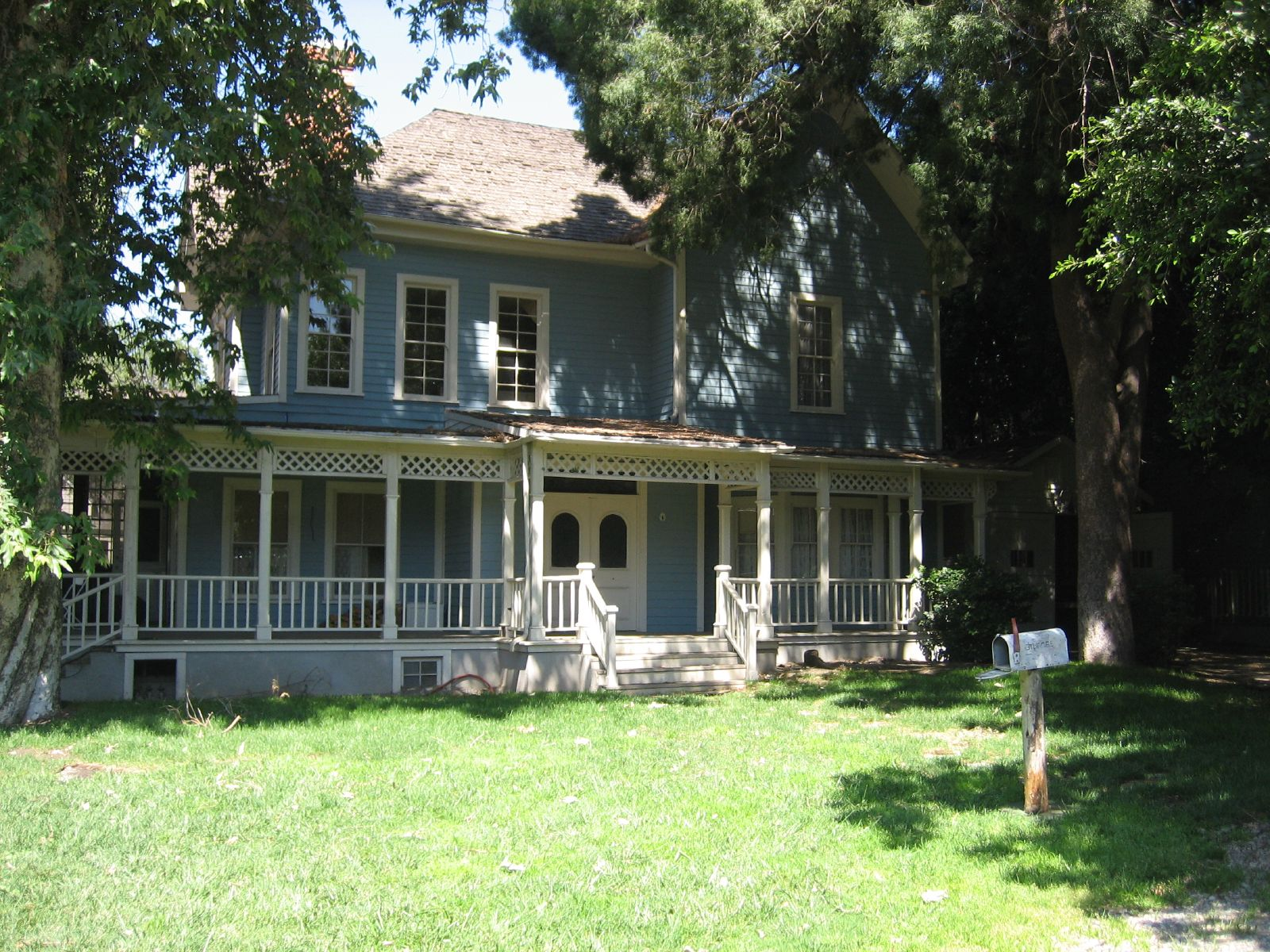
La casa di Lorelai Gilmore

## Pianta
Nel centro della città si trova una piazza al centro della quale sono collocati un gazebo e la statua di Kazimierz Pułaski. Quasi tutti i negozi di Stars Hollow sono situati nelle strade circostanti alla piazza principale, oltre la quale si trova la zona residenziale. Un'importante eccezione a questa organizzazione è il "Dragonfly Inn", l'albergo diretto da Lorelai, che è stato spostato nella Third Street..
- Luke's Diner - tavola calda di Luke; prima della morte del padre era Williams Hardware, negozio di ferramenta;
- Doose's Market - supermarket della città. Lorelai fa però spesso la spesa in un supermercato fuori dalla città o a Hartford;
- Taylor's Olde Fashion Ice Cream and Soda Shoppe - situato accanto alla tavola calda di Luke, che ne è anche proprietario, affittato da Taylor Doose per la vendita di dolci, gelati, caramelle;
- Miss Patty's Dance Studio - la scuola di danza di Miss Patty. Funge da luogo di incontro per le assemblee cittadine ed è sede di importanti eventi, precedentemente era una stazione ferroviaria;
- Stars Hollow High School - scuola superiore della città. La squadra di football della scuola si chiama Minutemen;
- Kim's Antiques - negozio di antiquariato di proprietà della madre di Lane. Sopra il negozio vi è un appartamento dove vivono la ragazza e la madre;
- Weston's Bakery - panetteria di proprietà di Fran Weston fino alla sua morte: a seguito di questo evento Lorelai e Sookie acquistano il Dragonfly Inn dall'avvocato della donna;
- Al's Pancake World - bar concorrente di Luke, specializzato nella cucina internazionale (unione di cibi tradizionali di alcuni paesi); nonostante non cucini pancake, conserva il nome "Pancake World";
- Gypsy's Garage - officina dove Gypsy è proprietaria e capo-meccanico;
- Stars Hollow Music - negozio nel quale Lane acquista materiale musicale. Proprietà di Sophie Bloom (Carole King);
- Black, White and Read Bookshop - libreria di Andrew, spesso frequentata da Rory. A volte sede del cinema cittadino, con proiezione di film datati dagli anni trenta a sessanta;
- Chiesa/Sinagoga della città - luogo comune dove sia i cristiani che gli ebrei professano la propria religione;
- Stars Hollow Beauty Supply - negozio per articoli femminili dove lavora Shane, rivale di amore di Rory per Jess;
- Gabby's Flowers - negozio di fiori di proprietà di Gabby;
- Faretta's Barber Shop - barbiere di proprietà di Faretta;
- Le Chat Club - negozio che vende prodotti per gatti;
- Kirk's Diner - tavola calda di Kirk che viene citata solo nell'episodio 7x02 I risultati dell'amore;
- La sede de la "Stars Hollow Gazette", la gazzetta locale del paese che a ogni edizione pubblica una poesia; nel revival della serie Rory, ritornata a Stars Hollow, ne diventerà il nuovo direttore.
- Altre strutture includono un ufficio postale, un'agenzia di viaggi, un negozio di vestiti vintage, uno studio legale, un'edicola, una videoteca, un negozio frequentato dalla signora Kim che vende attrezzi per il lavoro a maglia e un calzaturificio;

## Storia della città

### Fondazione
Stars Hollow venne fondata nel 1779. Esistono diverse leggende sulle modalità con le quali la città ottenne il suo nome attuale. Sebbene non si possa stabilire con certezza quale delle leggende sia vera, la tradizione parla di due amanti la cui relazione sembrava essere condannata al fallimento fino a quando fenomeni cosmologici separati, nei quali sono coinvolte le stelle, li portarono entrambi nel luogo dove oggi sorge Stars Hollow. Questo avvenimento viene festeggiato ogni anno dalla città con il "Firelight Festival" (ep. 1x16 Anniversari e 4x13 Come una vera coppia).

### La guerra rivoluzionaria
Vi fu una "battaglia" combattuta a Stars Hollow durante la quale 12 uomini rimasero ad aspettare un'intera notte le giubbe rosse, che non giunsero mai. Come viene mostrato negli episodi 1x08 Odore di neve e 5x11 Tutta colpa della neve, ogni anno la città organizza una ricostruzione di quella notte. In questa seconda ricostruzione entra in scena anche una prostituta, che si narra avesse dormito col generale inglese per ritardare l'arrivo delle truppe a Stars Hollow.
Nei pressi del gazebo situato al centro della piazza della città si trova la Liberty Bell che recita:

### La Terza Strada
Secondo la società storica di Stars Hollow, la Terza Strada è tra i principali punti di riferimento storici della città. Nel XVIII secolo era conosciuta come "Vicolo delle piaghe e delle vesciche ", dove i malati si recavano per farsi incidere col bisturi piaghe e vesciche; si dice infatti che un tempo quello fosse il luogo dove erano costretti a vivere coloro che erano affetti da lebbra, per non rischiare di contagiare le persone sane. Attualmente nella Terza Strada si trova il Dragonfly Inn, interamente restaurato da Lorelai e Sookie.
La Terza Strada ha avuto anche altri nomi, oltre a "Vicolo delle piaghe e delle vesciche", inclusi "Strada della polizia a cavallo", "Protuberanza croccante" e un nome indiano, "Chergogagog Manchogagog Cherbonagongamog".

## Set di Stars Hollow
La piazza della città è situata in un lotto posteriore degli studios della Warner Brothers. È proprio dietro l'angolo del set esterno dell'ospedale della serie televisiva ER.
Molti dei set di Stars Hollow sono stati usati anche in The Music Man, Hazzard e I Waltons. Il Dragonfly Inn era il set della casa dei Waltson, la scuola superiore di Star Hollow era il tribunale di giustizia della contea di Hazzard, mentre Il giardino della casa di Lorelai era l'esterno dell'abitazione dello Zio Jesse.
Il set è stato usato dalla Warner Brothers per Terminator: The Sarah Connor Chronicles e Pushing Daisies. Venne inoltre utilizzato come piazza per il film del 2007 Norbit. La piazza della città di Stars Hollow è la stessa del telefilm Ghost Whisperer, Pretty Little Liars e Hart of Dixie.

## Location
Stars Hollow è ispirata alla città Washington Depot (situata al centro della parte occidentale dello stato, a circa 45 minuti da Hartford e New Haven) alla quale una volta la creatrice della serie, Amy Sherman-Palladino, fece visita.
(Amy Sherman-Palladino)
Nel corso dello show sono diversi i riferimenti riguardo alla sua posizione della città nel Connecticut, ma sembra non esista alcuna città perfettamente riconducibile a Stars Hollow. Si suppone che Hartford (Connecticut) disti dalla città 30 minuti e New Haven circa 42 km. Stars Hollow sarebbe inoltre nelle vicinanze di Woodbury e Beacon Falls (centro sud-ovest del Connecticut), Litchfield e New London (sud-est).
Nella copertina della colonna sonora dello show, Music from Gilmore Girls, c'è una cartolina mandata da Lane dalla Corea del Sud, indirizzata a Rory al numero 37 di Maple Tree Lane (e verificabile anche nella puntata 1x04) a Stars Hollow. Il codice postale della città è 06492, lo stesso di Wallingford: questa città non ha una "Maple Street" ma ha una "Maple Avenue".
Washington Depot, la città che Amy Sherman-Palladino ha menzionato come ispirazione per Stars Hollow, sfrutta il sistema di governo dell'assemblea cittadina ed è stata fondata nel 1779. Le abitazioni e gli edifici della città corrispondono allo stile di Stars Hollow e all'archetipo della cittadina del New England. Nella realtà Woodbury è nelle vicinanze di Washington Depot. Da notare come molte città del Connecticut presentino mercati, gazebi e piccoli negozi pittoreschi che ricordano molto Stars Hollow.
Rory comincia a frequentare la Chilton all'inizio della serie. La Chilton è una high school che sembra essere situata nella parte sud di Hartford o nella parte settentrionale della periferia della città. La scuola potrebbe riprendere la "Choate Rosemary Hall" di Wallingford. Stars Hollow fa inoltre parte dell'itinerario del Connecticut Transit, il servizio bus che Rory utilizza spesso per recarsi alla Chilton.

Greg Morago del "The Hartford Courant" afferma: 
(Greg Morago, "The Search for Stars Hollow" (The Hartford Courant))